# Felina de Menerbés
Felina de Menerbés (en francès Félines-Minervois) és un municipi occit+a del Llenguadoc, situat al departament de l'Erau i a la regió d'Occitània.